# Paris-Roubaix 2023
Paris-Roubaix 2023 a fost ediția a 120-a cursei clasice de ciclism Paris-Roubaix, cursă de o zi. S-a desfășurat pe data de 9 aprilie 2023. Cursa face parte din calendarul UCI World Tour 2023. 

## Echipe participante
Întrucât Paris–Roubaix este un eveniment din cadrul UCI World Tour 2023, toate cele 18 echipe UCI au fost invitate automat și obligate să aibă o echipă în cursă. Șapte echipe profesioniste continentale au primit wildcard.

### Echipe UCI World
| - AG2R Citroën Team - Alpecin–Deceuninck - Arkéa-Samsic - Astana Qazaqstan Team - Bora–Hansgrohe - Cofidis - EF Education–EasyPost - Groupama–FDJ - Ineos Grenadiers - Intermarché–Circus–Wanty - Movistar Team | - Soudal Quick-Step - Team Bahrain Victorious - Team DSM - Team Jayco–AlUla - Team Jumbo–Visma - Trek-Segafredo - UAE Team Emirates |  |

### Echipe continentale profesioniste UCI
| - Bingoal-WB - Israel–Premier Tech - Lotto–Dstny - Q36.5 Pro Cycling Team | - Team Flanders–Baloise - Team TotalEnergies - Uno-X Pro Cycling Team |  |

## Rezultate
| Loc | Concurent            | Echipă                   | Timp       |
| --- | -------------------- | ------------------------ | ---------- |
| 1   | Mathieu van der Poel | Alpecin–Deceuninck       | 5h 28' 41" |
| 2   | Wout van Aert        | Team Jumbo–Visma         | +46"       |
| 3   | Wout van Aert        | Team Jumbo–Visma         | +46"       |
| 4   | Mads Pedersen        | Trek-Segafredo           | +50"       |
| 5   | Stefan Küng          | Groupama–FDJ             | +50"       |
| 6   | Filippo Ganna        | Ineos Grenadiers         | +50"       |
| 7   | John Degenkolb       | Team DSM                 | +2' 35"    |
| 8   | Max Walscheid        | Cofidis                  | +3' 31"    |
| 9   | Laurenz Rex          | Intermarché–Circus–Wanty | +3' 35"    |
| 10  | Christophe Laporte   | Team Jumbo–Visma         | +4' 11"    |

## Legături externe
- Site web oficial